# Nonna Abelarda
Nonna Abelarda è un personaggio dei fumetti ideato da Giovan Battista Carpi nel 1955 protagonista di varie serie a fumetti pubblicate sia in Italia dalle edizioni Bianconi per oltre quarant'anni, sia in Francia. Protagonista di numerose storie umoristiche per bambini caratterizzate da un divertente uso di assurdità e paradossi, il personaggio riscuote grande popolarità intorno agli anni sessanta.

## Genesi del personaggio
Il personaggio venne creato da Carpi nel 1955 per il mensile per ragazzi Volpetto ideato da Giulio Chierchini nel 1952 e pubblicato da Renato Bianconi al quale si voleva dare maggiore spessore affiancando una nuova spalla.
Pubblicato sul settimanale Lo Scolaro per poi passare fin dal primo numero sul mensile Trottolino dello stesso editore, dal 1957 venne pubblicato sul nuovo periodico Soldino dove diviene la tutrice del protagonista; l'idea di Carpi era quella di affiancare al piccolo animale antropomorfo una umana ultracentenaria ma tutt'altro che inerme per movimentargli la vita.
Tra gli autori che dopo Carpi proseguono la saga di Abelarda, Alberico Motta crea la coppia di criminali in calzamaglia Malvagik e Crudelia, mentre sono di Tiberio Colantuoni i gangster sempliciotti Nik e Nok e il gorilla Bongo, che si esprime attraverso dei cartelli. Il più assiduo prosecutore di Abelarda è Nicola Del Principe che realizza centinaia di storie in cui introduce anche i tre fuorilegge della Banda Neroni e sviluppa il gatto Attila.

## Storia editoriale
Il personaggio esordisce nel 1955 con la storia intitolata "La banda «la Bott»" facendo d'ora in poi coppia fissa con Volpetto. Nel 1957 il personaggio viene inserito anche in una nuova saga concepita da Carpi e ambientata nel reame di Bancarotta, pubblicata sul nuovo mensile Soldino. Nel frattempo l'editore Bianconi riprende anche la saga del personaggio come spalla di Volpetto, affidandola soprattutto a Tiberio Colantuoni. Da questo momento il personaggio vive due esistenze parallele, alle quali nel 1984 se ne affianca una terza per un breve ciclo nel quale viene accoppiata a un altro nipotino di nome Pipo , il quale è in realtà lo stesso Soldino, in quanto la testata dedicata al personaggio di Pipo, edita per sei numeri fino al 1985, riproponeva vecchie storie del personaggio insieme a Nonna Abelarda, nelle cui tavole solo il protagonista Soldino, qui ribattezzato Pipo, venne ridisegnato per dargli l'aspetto di un bambino moderno al posto del piccolo principe dai toni fiabeschi.
Fra le varie testate dedicate al personaggio la Bianconi pubblica Abelarda - le avventure di una nonna terribile (46 numeri dal 1971 al 1974) che ripropone le storie già presentate sul mensile Volpetto, Fantastica Abelarda (quattro numeri dal 1990 al 1991) che ripropone storie di Giovan Battista Carpi già pubblicate sulla testata Soldino e Le avventure di Abelarda Serie Oro (due numeri del 1991) che ristampa storie di Giovan Battista Carpi.
Il personaggio venne pubblicato anche in Francia col nome Tartine Mariol dove esordì nel 1956 per conto della Société Française de Presse Illustrée (S.F.P.I.) riscuotendo un notevole successo. Il suo direttore Jean Chapelle la fece ribattezzare Tartine Mariol, riferendosi alla popolare attrice Martine Carol, una bionda sensuale che non ha nessun punto in comune con Abelarda. Forte di questo aggancio Tartine diventa subito una presenza importante ed esce in contemporanea su più testate come ad esempio il settimanale "Tartinet" dove viene pubblicata per cinque anni.

## Trama
Fortissima, quasi invincibile, Abelarda è l'amorevole nonna di Soldino, giovanissimo sovrano di Bancarotta, un piccolo Stato in perenne deficit finanziario (anche per colpa dell'incompetente ministro Scartoffia). Nonostante i problemi, i pericoli insormontabili e i nemici più pericolosi (Nerone e la sua banda), l'eroina di Carpi riesce con arguzia e ceffoni a rimettere ogni volta le cose al proprio posto, senza dimenticare il suo ruolo di educatrice e cuoca (proverbiali le sue torte). Fra i numerosi antagonisti, il ladro mascherato Malvagik, il duca Frittella, il perfido scienziato Professor Magnus, affiancato dai citati Nik e Nok e i "Barbudos", militari di uno Stato canaglia, ispirandosi al regime castrista di Cuba.